# ماساهيكو كوماجاي
ماساهيكو كوماجاي (باليابانية: 熊谷 雅彦) (23 نوفمبر 1975 في فوجيساوا في اليابان – )؛ هو لاعب كرة قدم ياباني سابق كان يلعب كلاعب وسط.

## وصلات خارجية
- ماساهيكو كوماجاي على موقع رابطة كرة القدم اليابانية للمحترفين (اليابانية)
- ماساهيكو كوماجاي على موقع عالم كرة القدم.نت (الإنجليزية)